# آندری شیلین
آندری شیلین (استونیایی: Andrei Šilin؛ زادهٔ ۲۸ اوت ۱۹۷۸) قایقران روئینگ اهل استونی است. وی در بازی‌های المپیک تابستانی ۲۰۰۰ و ۲۰۰۴ شرکت کرده است. 